# استان پیچیت

نقشهٔ تایلند و جایگاه استان فیچیت.

استان فیچیت یا پیچیت یکی از استانهای کشور تایلند است. مساحت آن 4531 کیلومترمربع می‌باشد. جمعیت این استان در سال ۲۰۰۰ بالغ بر ۵۷۲۰۰۰ نفر برآورد شده‌است.
استان فیچیت از نظر تقسیمات کشوری بخشی از ناحیه مرکزی تایلند به حساب می‌آید. مرکز این استان شهر فیچیت است.